# Mario Tascón
Ángel Mario Tascón Ruiz (Ponferrada, 16 de diciembre de 1962-Buenos Aires, 29 de septiembre de 2023) fue un escritor, periodista y consultor español especializado en el mundo digital y los nuevos medios. En 2022, recibió el premio Internet 2022 a la trayectoria personal.

## Trayectoria
Se graduó en Magisterio en la Universidad de León y, posteriormente, realizó estudios de Psicología en la Universidad Nacional de Educación a Distancia (UNED). En octubre de 1984, fundó junto con Alberto Villaverde el semanario desaparecido Bierzo 7 (1984-2016), del que Tascón fue su director.
Entre 1989 y 1994, Tascón dirigió la sección de infografía del diario El Mundo, labor que fue reconocida con los máximos galardones otorgados por la organización internacional Society of News Design (SND), así como con los Premios Internacionales Malofiej. Después, entre 1996 y 2000, primero como subdirector y luego como director se encargó de poner en marcha la edición digital de El Mundo, fundando la primera redacción digital en España.
De 2000 a 2008, Tascón fue el director general de contenidos del área digital del Grupo Prisa, siendo responsable de las páginas web del diario generalista El País Digital, del diario económico Cinco Días, del diario deportivo As, de la radio Cadena SER y de la radio fórmula Los 40 principales, del canal de televisión Cuatro y de plus.es, entre otros.
En 2010, fundó la consultora Prodigioso Volcán, cuyos ámbitos de actuación son las redes sociales, la innovación, la comunicación clara, el derecho a entender y la tecnología. Asesoró en las áreas de nuevas tecnologías a periódicos y grupos como Corriere della Sera (Italia), El Mercurio (Chile), La Nación (Argentina), El País (Uruguay), El Universal (Venezuela), O Día (Brasil), Grupo Abril (Brasil), Expresso (Portugal), Revista Semana (Colombia).
Entre enero de 2019 y julio de 2020, presidió la Fundación del Español Urgente, donde coordinó y dirigió el manual Escribir en internet. Guía para los nuevos medios y las redes sociales de la Fundéu BBVA.
Fue profesor asociado de la Universidad de Navarra y la Universidad CEU San Pablo de Madrid, e impartió clases y conferencias en diversas universidades españolas, europeas y estadounidenses. Fue maestro de la Fundación Nuevo Periodismo Iberoamericano, creada por el escritor Gabriel García Márquez, y miembro del consejo editorial de la revista Periodistas de la Federación de Asociaciones de Periodistas de España (FAPE).

## Reconocimientos
En 2000, Tascón fue pregonero de las fiestas de Ponferrada, su ciudad natal. Unos años después, en 2008, participó en el Pregón de la Encina también de Ponferrada que fue pronunciado por 22 personalidades de la cultura y el periodismo, tales como Luis del Olmo, Juan Carlos Mestre, Amancio Prada o Consuelo Álvarez de Toledo entre otros. El Ayuntamiento de Ponferrada puso el nombre de Mario Tascón a la sala Infantil Préstamo de la Biblioteca Municipal Valentín García Yebra de Ponferrada en agosto de 2021.
En marzo de 2013, dentro del III Congreso Iberoamericano de Redes Sociales iRedes, Tascón recibió el Premio iRedes en la categoría Individual, «por su trayectoria periodística y digital y por enseñarnos a escribir y a ver en Twitter y en Internet». En esa edición también fueron galardonados Change.org y Ander Izagirre. Ese mismo año, el colectivo Plumillas bercianos en Madrid, formado por periodistas y comunicadores, entregó a Tascón su Tercer Premio Lambrión Chupacandiles durante el V Encuentro de Plumillas Bercianos en Madrid por contribuir a la labor de difusión de El Bierzo y sus valores.
El 17 de mayo de 2022, coincidiendo con la celebración del Día de Internet, la Asociación de Usuarios de Internet entregó a Tascón el premio a la Trayectoria Personal en su XXVII edición de los Premios de Internet, por sus más de veinte años dirigiendo y asesorando a medios nacionales e internacionales y ejerciendo como consultor especializado de empresas e instituciones.

## Obra

### Ensayo
- 2011 – Twittergrafía: el arte de la nueva escritura. Junto a Mar Abad. Los Libros de la Catarata. ISBN 978-84-8319-625-0.[30]
- 2012 – Ciberactivismo: las nuevas revoluciones de las multitudes conectadas. Junto a Yolanda Quintana. Catarata. ISBN 978-84-8319-752-3.[31]
- 2012 – Escribir en Internet: guía para los nuevos medios y las redes sociales. Fundéu. Galaxia Gutenberg. ISBN 9788415472087.[32]
- 2016 – Big Data y el internet de las cosas: qué hay detrás y cómo nos va a cambiar. Junto a Arantza Coullaut. Catarata. ISBN 978-84-9097-074-4.[33]
- 2016 – Aviario. Ilustraciones de Javier Tascón. Los Libros de la Catarata. ISBN 978-84-9097-158-1.[34]
- 2020 – El derecho a entender: la comunicación clara, la mejor defensa de la ciudadanía. Junto a Estrella Montolío. Catarata. ISBN 9788490979662.[35]
- 2021 – Presentaciones de impacto. Cómo hacer fácil lo difícil: comunicación visual, infografía y narrativa. Larousse. ISBN 9788418473807.[36]

### Novela
- 2013 – La Biblia bastarda. Junto a Fernando Tascón. Editorial Planeta. ISBN 9788408112259.[37]